# Crocus tommasinianus
Crocus tommasinianus és una espècie de planta fanerògama i bulbosa de la família de les Iridàcies. És originària d'Europa.

## Descripció
L'espècie típica té un corm arrodonit, amb túniques protectores fibroses i amb les fibres paral·leles. Presenta de 2 a 4 fulles, lineals, amb una nervadura central platejada i estan completament desenvolupades en el moment en què es produeix la floració. Les flors tenen forma d'estrella quan estan totalment obertes. El perigoni és de color lavanda amb el tub de color blanc. Els tèpals són més clars pel costat extern. Existeixen nombroses varietats hortícoles amb flors de color rosa, violeta, lila, porpra o blanc. Floreix cap a finals de l'hivern. Té fragància a safrà.
La multiplicació es realitza a la tardor, per mitjà dels nous corms que creixen al voltant del corm original. També es pot multiplicar per llavors encara que en aquest cas la floració triga de 3 a 4 anys.

## Distribució i hàbitat
L'espècie és originària de Croàcia, Sèrbia, Bòsnia, Montenegro, Bulgària i Hongria, creixent a boscos i vessants ombrejades. Crocus tommasinianus ha donat origen a nombroses varietats de jardí.

## Varietats i cultiu

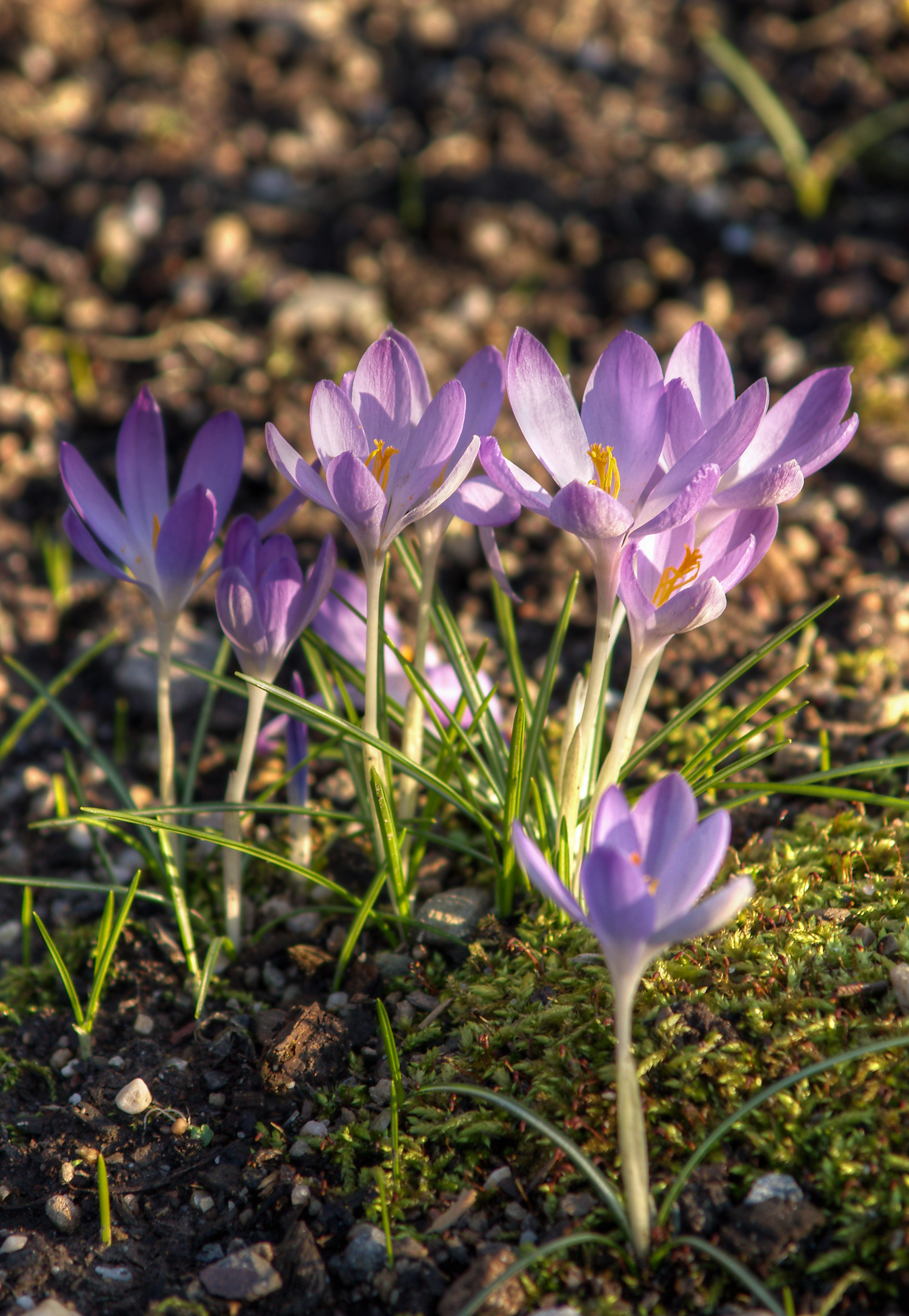
Crocus tommasinianus

Crocus tommasinianus  'Ruby Giant' és potser la varietat més coneguda, produint plantes més vigoroses que les silvestres i amb les flors més grans i de color lila fosc.
És una espècie de fàcil cultiu, encara que no resisteix grans períodes de sequera. Els corms es planten a la tardor, en grups, en un lloc a mitja ombra, a una distància de 8-10 cm entre si i a 5 cm de profunditat. Es naturalitza amb facilitat.

## Taxonomia
Crocus tommasinianus va ser descrita per William Herbert i publicada al Journal of the Horticultural Society of London 2: 273, l'any 1847.

### Etimologia
- Crocus: El nom d'aquest gènere deriva del grec krokos (κρόκος). Al seu torn és probable que sigui un préstec lingüístic de les llengües semites, relacionat amb l'hebreu כרכום karkōm, arameu ܟܟܘܪܟܟܡܡܐ kurkama, persa i àrab كركم kurkum, el qual significa safrà o safrà groc.[2][3] En català el nom del color groc deriva de crocus
- tommasinianus: epítet que és un homenatge al botànic italià del Segle xvii Muzio Giuseppe Spirito de Tommasin.

### Sinonímia
- Crocus serbicus A.Kern. ex Maw
- Crocus vernus var. tommasinianus (Herb.) Nyman[4]